# Relations entre l'Argentine et le Maroc
Les relations entre l'Argentine et le Maroc font référence aux relations bilatérales entre l'Argentine et le Maroc. Les deux pays sont membres à part entière du Groupe des 77.

## Historique

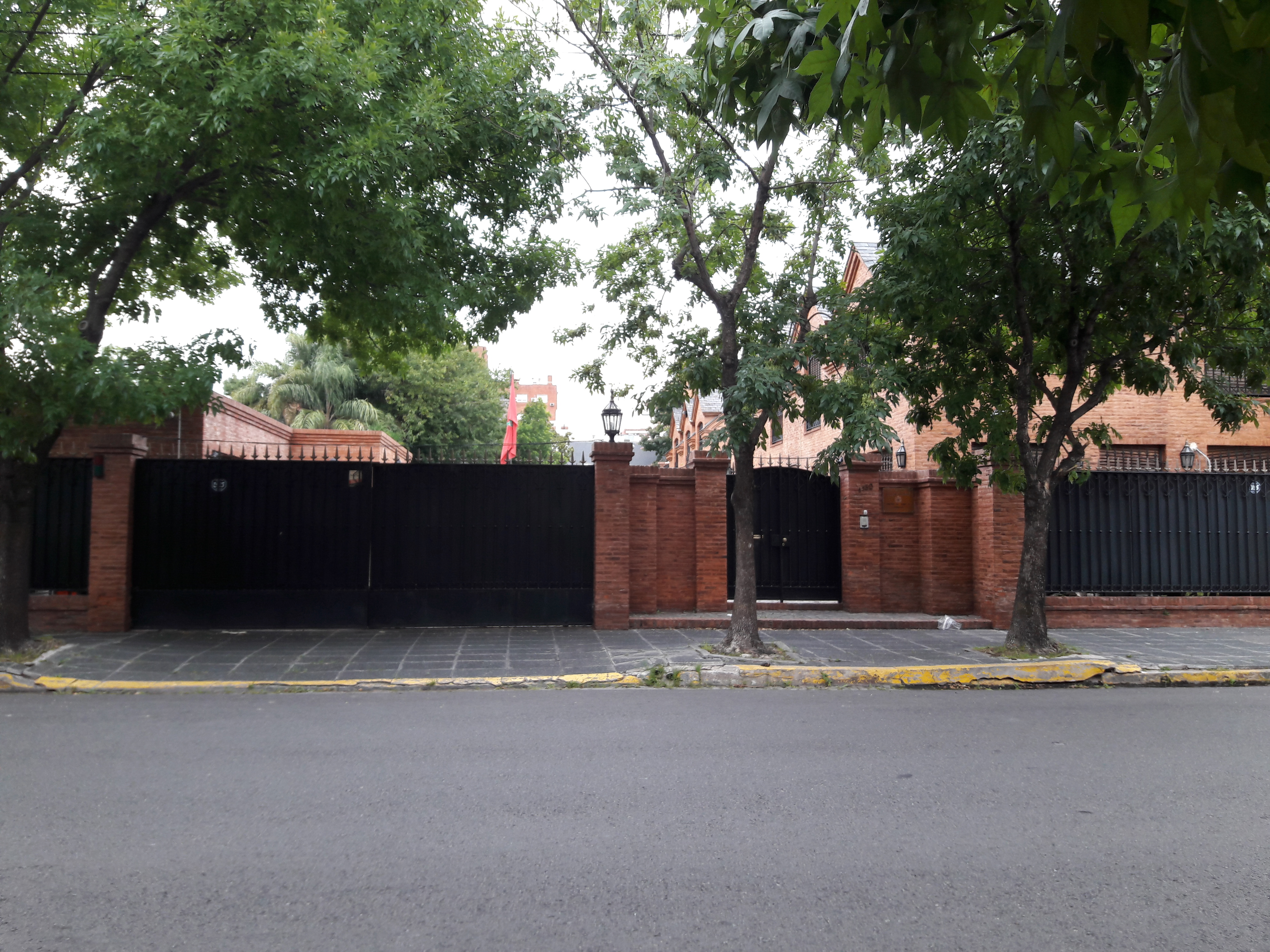
Ambassade du Maroc à Buenos Aires

L'Argentine a reconnu l'indépendance du Maroc en 1956. Les deux pays ont établi des relations diplomatiques en 1960. L'Argentine a été l'un des premiers pays à reconnaître l'indépendance du Maroc en 1956.

## Conflit du Sahara occidental
En 2003, l'ancien président argentin Eduardo Duhalde a renouvelé le soutien de Buenos Aires à l'intégrité territoriale du Maroc. "En cette ère de mondialisation, l'Argentine ne tolérerait pas le séparatisme et la création d'entités microscopiques", a déclaré le président argentin lors d'une réunion à Buenos Aires avec Ahmed Kadiri, vice-président de la chambre des conseillers marocaine, chambre haute du parlement.
L'ambassadeur d'Argentine au Maroc, Edgardo Piuzzi, a déclaré en 2003 que son pays ne reconnaît pas le Polisario.

## Coopération économique
Le Maroc et l'Argentine ont signé à Rabat (2000) trois accords majeurs sur le commerce, la pêche et la coopération entre le Centre marocain de promotion des exportations (CMPE) et son homologue argentin. Les documents ont été paraphés par le ministre des Affaires étrangères Mohamed Benaïssa et le ministre argentin des relations extérieures lors de la cérémonie de clôture qui s'est tenue à Rabat. Benaïssa a noté que les travaux de la commission ont été couronnés de succès avec l'adoption d'un grand nombre de projets dans les secteurs de l'agriculture, de la pêche, du logement, de l'urbanisme, de l'énergie et des mines, de l'industrie, de l'équipement, du tourisme, de l'investissement, de la culture, de l'éducation, de la recherche scientifique et professionnelle formation. En 2018, les deux pays expriment la volonté de conclure un accord de libre-échange.
En 2016, les exportations argentines vers le Maroc se sont élevées à 368,7 millions de dollars et les exportations marocaines vers l'Argentine à 107,4 millions de dollars.

## Missions diplomatiques résidentes
- L'Argentine dispose d'une ambassade à Rabat .
- Le Maroc dispose d'une ambassade à Buenos Aires.